# Imre László (irodalomtörténész)
Imre László (Csorna, 1944. november 17. –) Széchenyi-díjas magyar irodalomtörténész, kritikus, egyetemi tanár, a Magyar Tudományos Akadémia rendes tagja. Kutatási területe a 19. századi és a 20. századi magyar, valamint a 19. századi orosz irodalom. 1989 és 1992 között a debreceni Kossuth Lajos Tudományegyetem (2000-től Debreceni Egyetem) Bölcsészettudományi Kar dékánja, 1998 és 2003 között az egyetem rektorhelyettese, majd 2004-ig rektora.

## Életpályája
1963-ban kezdte meg egyetemi tanulmányait a debreceni Kossuth Lajos Tudományegyetem magyar nyelv és irodalom szakán, ahol 1968-ban szerzett középiskolai tanári diplomát. Ezt követően az egyetem 19. századi magyar irodalom tanszékén kezdett el oktatni tanársegédi beosztásban. 1970-ben védte meg egyetemi doktori disszertációját. 1973-tól adjunktusként, majd 1984-től egyetemi docensként oktatott a tanszéken. 1989-ben kinevezték a tanszék vezetőjévé. Közben 1998-ban megkapta egyetemi tanári kinevezését. A tanszéket 2005-ig vezette. 2010-ben professor emeritusszá avatták. Tanszékvezetői megbízásával azonos évben megválasztották az egyetem Bölcsészettudományi Karának dékánjává. A kart 1992-ig vezette. 1997-ben habilitált. Egy évvel később az egyetem egyik rektorhelyettese lett, részt vett az egyetem 2000-es átalakításában. 2003-ban az egyetem rektorává választották, egy évig vezette az egyetemet. Vezető beosztásai mellett az egyetem szakszervezeti életében is részt vett, előbb szakszervezeti bizalmiként, később szakszervezeti titkárként. Magyarországi munkája mellett 1992 és 1996 között a Helsinki Egyetem vendégprofesszora volt, valamint 2003 és 2006 között a kolozsvári Babeș–Bolyai Tudományegyetemen tartott rendszeresen előadásokat. Emellett Tartuban, Kijevben, Szentpétervárott, illetve a Rutgers Egyetemen tartott előadásokat.
1984-ben védte meg irodalomtudományi kandidátusi, 1997-ben akadémiai doktori értekezését. Az MTA Irodalomtudományi Bizottságának lett tagja, majd 2008-tól elnöke. 2008 és 2011 között az MTA Doktori Tanácsának tagja volt. 2001 és 2007 között az akadémia közgyűlésének doktori képviselőjeként tevékenykedett, majd megválasztották a Magyar Tudományos Akadémia levelező, 2013-ban rendes tagjává. Ezenkívül a Magyar Irodalomtudományi Társaság alelnökének, valamint 2009-ben a Bolyai János kutatói ösztöndíj kuratóriumának tagjává választották. Számos folyóirat munkáját is segítette: 1978 és 1989 között az Alföld rovatvezetője volt, emellett 1984-től az Irodalomtörténet, 1987-től a Protestáns Élet című folyóiratok szerkesztőbizottságának tagja. 1998 és 2001 között Széchenyi professzori ösztöndíjjal, 2006-ban Charles Simonyi-ösztöndíjjal kutatott.

## Díjai, elismerései
- Oltványi Ambrus-díj (1984)
- Toldy Ferenc-díj (1991)
- Martinkó András-díj (1997)
- Csokonai-díj (2002)
- Szent-Györgyi Albert-díj (2002)
- Reményik Sándor-díj (2003)
- Alföld-díj (2008)
- A Magyar Köztársasági Érdemrend tisztikeresztje (2010)
- Debrecen díszpolgára (2015)
- Széchenyi-díj (2016)

## Főbb publikációi
- Rákos Sándor (1973)
- Brjuszov és az orosz szimbolista regény (1973)
- Arany János balladái (1988)
- A magyar verses regény (1990)
- Műfajok létformája XIX. századi epikánkban (1996)
- Tanulmányok a régi magyar irodalomról; szerk. Bitskey István, László Imre; KLTE, Debrecen, 1998 (Studia litteraria)
- Imre László–Nagy Miklós–S. Varga Pál : A magyar irodalom története 1849-től 1905-ig; Kossuth Egyetemi Kiadó, Debrecen, 1998
- Értékek kontextusa és kontextusok értéke 19. századi irodalmunkban; összeáll. Imre László, Gönczy Monika; Debreceni Egyetem Magyar és Összehasonlító Irodalomtudományi Intézete, Debrecen, 2000 (Studia litteraria)
- Irodalom és küldetés (tanulmánykötet, 2000)
- Műfajtörténet és/vagy komparatisztika. Irodalmi tanulmányok; Tiszatáj Alapítvány, Szeged, 2002 (Tiszatáj könyvek)
- Barta János: Arany János és kortársai 1-2.; vál., sajtó alá rend. Imre László; Kossuth Egyetemi Kiadó, Debrecen, 2003 (Csokonai könyvtár)
- Emlékezés a száz éve született Barta Jánosra; szerk. Imre László, Gönczy Monika; Szenci Molnár Társaság, Budapest, 2003
- Normakövetés és normaszegés 19. századi elméletekben és műfajokban; összeáll. Imre László, Gönczy Monika; Debreceni Egyetem Magyar és Összehasonlító Irodalomtudományi Intézete, Debrecen, 2005 (Studia litteraria)
- „Felszabadult” irodalom? Műfajok válaszútján a XX. század második felében (2007)
- Tanulmányok a XX. századi irodalom köréből; összeáll. Imre László, Gönczy Monika; Debreceni Egyetemi Kiadó, Debrecen, 2009 (Studia litteraria)
- Tanulmányok a klasszikus magyar irodalom köréből; összeáll. Imre László, Gönczy Monika; Debreceni Egyetemi Kiadó, Debrecen, 2010 (Studia litteraria)
- Új protestáns kulturális önszemlélet felé (tanulmánykötet, 2010)
- A magyar szellemtörténet válaszútjai, feltételei és következményei. Barta János pályája és a szellemtörténet; Pro Pannonia, Pécs, 2011 (Pannónia könyvek)
- Pap Károly, 1872-1954. Az 1912-ben alapított Debreceni Egyetem első irodalomtörténet-professzora; Debreceni Egyetemi KIadó, Debrecen, 2012 (A Debreceni Egyetem tudós professzorai)
- Az irodalomtudomány lehetőségeinek és feladatainak kérdéséhez; MTA, Budapest, 2013 (Székfoglalók a Magyar Tudományos Akadémián)
- Szellemtörténet és nemzeti önszemlélet; MTA, Budapest, 2013 (Székfoglalók a Magyar Tudományos Akadémián)
- Barta János (1901-1988). A Debreceni Egyetem 1914-ben alapított Bölcsészettudományi Karának irodalomtörténet-professzora 1951 és 1972 között; Debreceni Egyetemi Kiadó, Debrecen, 2014 (A Debreceni Egyetem tudós professzorai)
- Az irodalomtudomány távlatai. 19. századi szerzők nyomában. Esszék, tanulmányok; Nap, Budapest, 2014 (Magyar esszék)
- Barta János; Alföld Alapítvány, Debrecen, 2015 (Alföld könyvek)
- "Hogy megállítaná a múló időt". Antológia Márkus Béla 70. születésnapjára; szerk. Imre László; Orpheusz, Budapest, 2015
- In memoriam Görömbei András; szerk. Baranyai Norbert, Imre László, Takács Miklós; Debreceni Egyetemi Kiadó, Debrecen, 2015
- Irodalomalapítás és műfajfejlődés a 18-19. századi magyar irodalomban; Nap, Budapest, 2015 (Magyar esszék)
- Jókai Anna; MMA, Budapest, 2016 (Közelképek írókról)